# 胡先愿

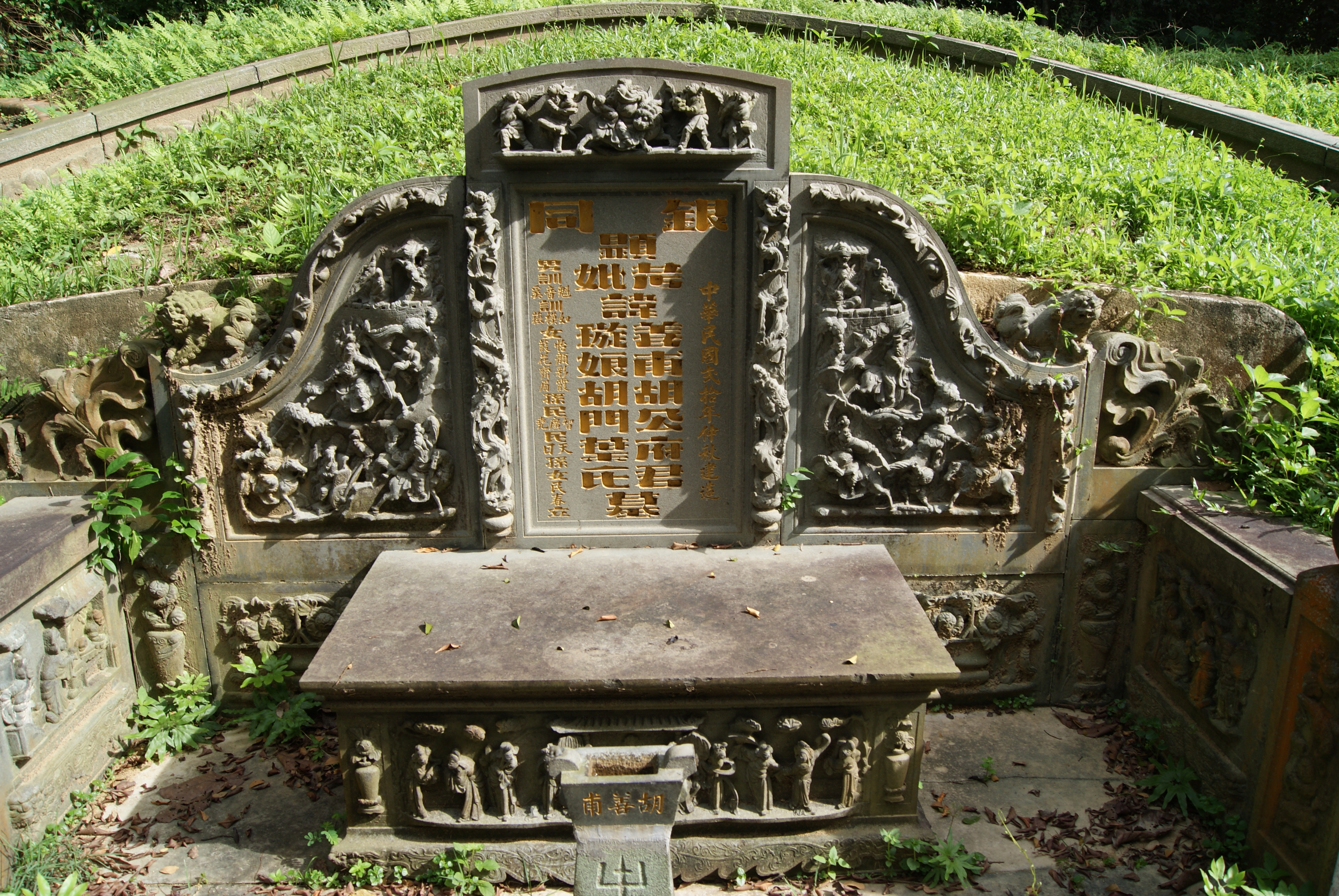
胡先愿与其妻叶璇娘之墓

胡先愿（英語：Oh Sian Guan，1874年—1943年），又名胡善甫，新加坡银行家。

## 生平
胡先愿祖籍福建同安，33岁时南下洋到新加坡经商。起初他在直落亚逸街开办了一家名为“振吉”的商号，经营槟榔、咖啡、胡椒、燕窝等。1929年，他与陈延谦、林金殿、蒋骥甫、张扶来等人发起组织同安会馆。1931年5月，同安会馆正式成立。胡先愿还是华侨银行董事。1932年华侨银行与华商银行、和丰银行合并成立新的华侨银行时，他继续出任董事一职。后又出任新加坡吾庐俱乐部总理。1943年去世，终年69岁。

## 家庭
胡先愿之妻叶璇娘（1876年－1950年）为厦门人。其子胡威廉（William Oh）是一名医生，娶胡载坤与关馥馨（Margaret Kwan）之长女胡恂如（Olive Hu）为妻。其女胡怡颜（Egan Oh）则嫁给了关馥馨之弟关伯谦（Arthur P. C. Kwan），她是美国作家关凯文的祖母。关馥馨与关伯谦皆为中国牙医先驱关元昌的孙辈。